# سوخوي تي-4
سوخوي تي-4 (بالإنجليزية: Sukhoi T-4)‏ هي قاذفة قنابل سوفيتية من تصميم سوخوي. كان أول طيران لها في 22 أغسطس 1972.
الهدف من البرنامج هو صناعة قاذفة قنابل فوق صوتية تنافس القاذفة الأمريكية نورث أمريكان إكس بي-70 فالكيري، ثم ألغي المشروع بعد أن قامت الولايات المتحدة بإلغاء مشروعها (فالكيري)
بَني فقط 4 نماذج اكتمل منها نموذج واحد فقط وحلق في 22 أغسطس من العام 1972.
السرعة القصوى التي وصلت بها الطائرة هي 3 ماخ أي (3200كم/ساعة) بواسطة محركاتها الأربع من نوع Kolesov RD-36-41.

## معرض صور

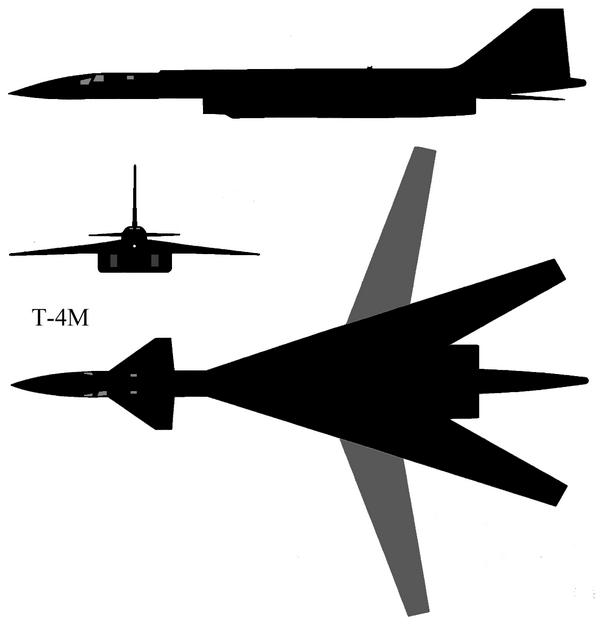
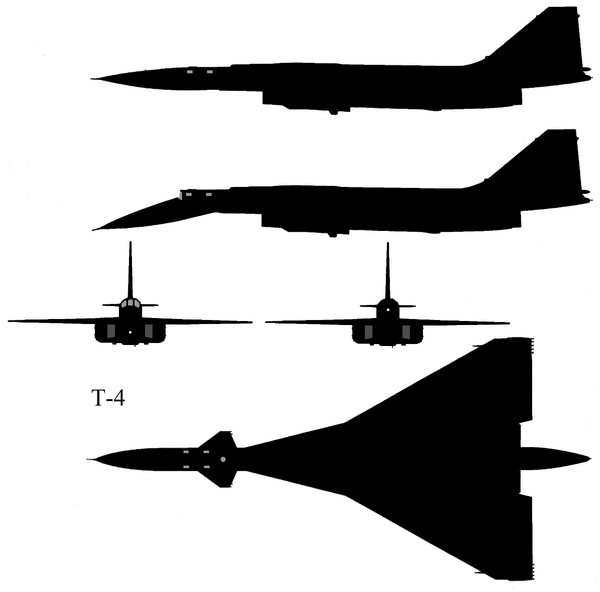
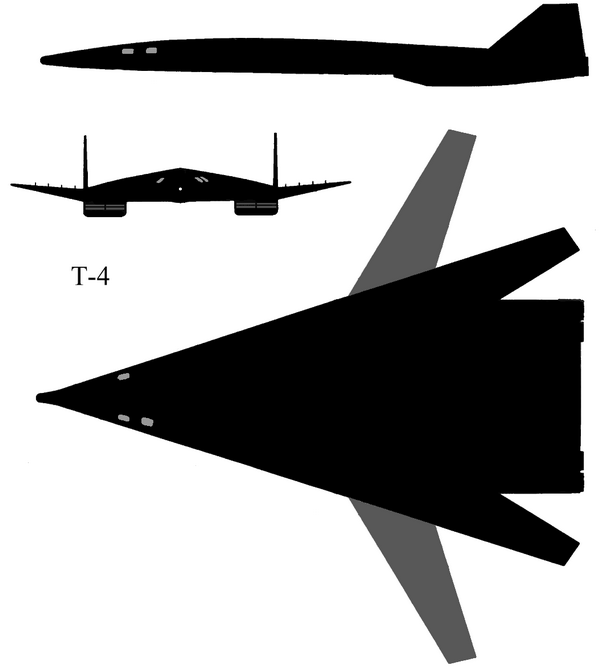